# 12206 Prats
A 12206 Prats (ideiglenes jelöléssel (12206) 1981 EG27) a Naprendszer kisbolygóövében található aszteroida. Schelte J. Bus fedezte fel 1981. március 2-án.

## Kapcsolódó szócikk
- Kisbolygók listája (12001–12500)